# Operace Sonnenwende
Operace Sonnenwende (Slunovrat) bylo střetnutí na východní frontě během druhé světové války.
Operace začala německým útokem 15. února 1945. Kvůli početní přesile Rudé armády a špatnému stavu německého důstojnictva ale došlo k odražení útoku a již 18. února byl protiútok zcela zdecimován. Německá armáda ale věřila v otočení situace v prospěch Německa a pár dní po ukončení došlo k zahájení Východopomořanské operace.